# Свети Архангел Михаил (Трънчовица)
Вижте пояснителната страница за други значения на Свети Архангел Михаил.
„Свети Архангел Михаил“ е християнска църква в село Трънчовица, Северна България, част от Никополската епархия на Римокатолическата църква. Църквата е енорийски храм.

## История на енорията
Католическата енория в Трънчовица е основана през 1622 г. като основна заслуга за това има първият католически епископ за българската католическа кустодия Петър Солинат. Тук за постоянен свещеник е назначен бъдещият епископ Филип Станиславов. Първият църковен събор на възстановената през 1647 г. Никополска епархия е проведен през 1650 г. в селото.
Епископ Станиславов избира Трънчовица за свое седалище и тук съгражда граматическо училище, от типа на училищата в тогавашна Западна Европа, в което се изучават латиница, латински език, богословски дисциплини и т.н., но също така и кирилица. Това е второто граматическо училище в България по това време, след граматическото училище в Чипровци.
През 1659 г. епископ Станиславов е отчел пред Рим, че в селото има 70 къщи с 250 души. Те са имали малка дървена църква. Отец Иван Павлов е роден в Трънчовица и е съученик на епископ Станиславов в колежите в Италия. Той е един от първите енорийски свещеници в енорията и е служил 45 години.
Първите мисионери от Ордена на отците-пасионости Франческо Ферери и Джакомо Спиранди изпратени през 1781 г. извън Италия, служат в енорията. С това се поставя началото на мисията на пасионистите в епархията. Енористи служили дълго време в енорията са отците Тавлин Лепари, Йероним Пицикалена, Евгени Валенте и Рихард Хофман.
През 1871 в Трънчовица има общо 90 католически семейства с 810 души. Според първото преброяване през 1881 г. в Трънчовица живеят 749 католици.
В края на 20-те години на XX в. миряните недоволстват, че църквата е малка. Жителите на Долната махала, начело с помощник-енориста отец Плачидо Корси се амбицират да построят църква. Така през 1923 г. те образуват нова енория – „Светият кръст“, която е просъществувала за около пет десетилетия.
Отец Рихард Карлов публикува „Кратка история на село Трънчовица“ на 14 февруари 1940 г. във в-к „Истина“, бр. 789.

## Енористи
- отец Филип Станиславов (1622-), избран по-късно за епископ
- отец Тавлин Лепари
- отец Йероним Пицикалена
- отец Евгени Валенте
- отец Рихард Хофма
- отец Фортунато Грасели
- отец Рихард Карлов
- отец Петко Христов, избран по-късно за епископ
- отец Ремо Гамбакорта (1995-2007)
- отец Йосиф Йонков (2007)
- отец Стефан Калапиш (2007-2017)
- отец Винченцо Ди Клерико (2017-)

## История на храма
През 1820 г. отец Филип Скваргия успява да построи малка църква.  По силата на предписанията за религиозните свободи на Хатихумаюнa от 1856 г. епископ Анджело Парси поръчал в Букурещ камбана за църквата.
Нова църква е построена през 1874 г. от майстор Генчо Кънев от Трявна. Тя е дълга 35 м., широка и висока – 10 м. През 1876 г. са монтирани 3 камбани в самостоятелна камбанария построена от дялан камък с височина 25 м.
През 1927 г. църквата е основно ремонтирана.
Храмов празник – 29 септември.